# Kungarna från Broadway
Kungarna från Broadway är ett musikalbum av Eldkvarn, utgivet 1988.
"Broadway" syftar här på ett konditori på Bråddgatan i Norrköping, där de ursprungliga Eldkvarnmedlemmarna Carla och Plura Jonsson och Tony Thorén var stamgäster i sin ungdom. I hörnet Bråddgatan/Tunnbindaregatan finns en bronsplakett i marken med bland annat titelspårets inledande rader och ursprungsmedlemmarnas autografer.
Albumet renderade Eldkvarn deras första guldskiva, och "Kärlekens tunga" blev en av deras mest kända låtar. Skivan är fortfarande väl representerad i bandets liveset och rankades av Sonic Magazine i juni 2013 som det 36:e bästa svenska albumet någonsin.
Många av låtarna finns även på liveskivan Cirkus Broadway, som släpptes 1989.
2021 spelade Jakob Hellman en akustisk cover av "I Skydd av Mörkret" som gavs ut på livealbumet "Live från Palma".

## Låtlista
Alla låtar är skrivna och komponerade av Plura Jonsson om inget annat anges. 
| Nr  | Titel                    | Kompositör    | Notering                                                                                 | Längd |
| --- | ------------------------ | ------------- | ---------------------------------------------------------------------------------------- | ----- |
| 1.  | I skydd av mörkret       |               |                                                                                          | 3:45  |
| 2.  | Nerför floden            |               | Finns även live på Kärlekens väg                                                         | 4:44  |
| 3.  | Kungarna från Broadway   |               |                                                                                          | 4:06  |
| 4.  | Småstadskväll            |               |                                                                                          | 3:05  |
| 5.  | Fritt land               |               |                                                                                          | 5:11  |
| 6.  | Kärlekens tunga          |               | Inspelningstekniker: Kaj Erixon Finns även live på Tempel av alkohol och Kärlekens törst | 3:56  |
| 7.  | Varje steg du tar        |               |                                                                                          | 4:07  |
| 8.  | Min brud                 |               |                                                                                          | 3:19  |
| 9.  | Å' hej å' hå             | Carla Jonsson |                                                                                          | 4:07  |
| 10. | Största skvallret i stan |               |                                                                                          | 3:09  |
| 11. | Ikväll                   |               |                                                                                          | 3:10  |

## Medverkande
- Tony Thorén - Bas
- Peter Smoliansky - Trummor
- Carla Jonsson - Gitarr, sång
- Plura Jonsson - Gitarr, sång, munspel
- Claes von Heijne - Keyboards
- Mauro Scocco - Producent, keyboards, percussion, körsång
- Alar Suurna - Mixning, inspelningstekniker (utom spår 6)
- Max Lorentz - Orgel

## Listplaceringar
| Lista (1988) | Topplacering |
| ------------ | ------------ |
| Sverige      | 2            |